# Wahlkreis Altenburger Land I
Der Wahlkreis Altenburger Land I (Wahlkreis 43) ist ein Landtagswahlkreis in Thüringen und umfasst vom Landkreis Altenburger Land die Gemeinden  Dobitschen, Göhren, Göllnitz, Gößnitz, Heukewalde, Heyersdorf, Jonaswalde, Kriebitzsch, Löbichau, Lödla, Lucka, Mehna, Meuselwitz, Monstab, Ponitz, Posterstein, Rositz, Schmölln, Starkenberg, Thonhausen und Vollmershain. Ferner umfasst er von der Gemeinde Nobitz jenen Gebietsteil, der bis Ende 2012 die Gemeinde Saara bildete.

## Landtagswahl 2024
Zur Landtagswahl in Thüringen am 1. September 2024 treten folgenden Direktkandidaten an:
| Gegenstand der Nachweisung | Gegenstand der Nachweisung | Erst- stimmen | Erst- stimmen | Zweit- stimmen | Zweit- stimmen |
| Bewerber                   | Partei                     | Anzahl        | %             | Anzahl         | %              |
| -------------------------- | -------------------------- | ------------- | ------------- | -------------- | -------------- |
| Wahlberechtigte            | Wahlberechtigte            | 35.004        | 35.004        | 35.004         | 35.004         |
| Wähler                     | Wähler                     | 25.120        | 25.120        | 25.120         | 71,8           |
| Ungültige Stimmen          | Ungültige Stimmen          | 299           | 1,2           | 217            | 0,9            |
| Gültige Stimmen            | Gültige Stimmen            | 24.821        | 98,8          | 24.903         | 99,1           |
| davon                      |                            |               |               |                |                |
| Mandy Eißing               | DIE LINKE                  | 1.978         | 8,0           | 2.294          | 9,2            |
| Thomas Hoffmann            | AfD                        | 10.519        | 42,4          | 10.293         | 41,3           |
| Julian Degner              | CDU                        | 6.340         | 25,5          | 5.465          | 21,9           |
| Frank Rauschenbach         | SPD                        | 1.256         | 5,1           | 1.128          | 4,5            |
|                            | GRÜNE                      |               |               | 318            | 1,3            |
| Jörg Wachter               | FDP                        | 295           | 1,2           | 237            | 1,0            |
|                            | TIERSCHUTZ hier!           |               |               | 258            | 1,0            |
|                            | ÖDP / Familie ..           | 31            | 0,1           |                |                |
|                            | PIRATEN                    | 58            | 0,2           |                |                |
|                            | MLPD                       | 22            | 0,1           |                |                |
|                            | BÜNDNIS DEUTSCHLAND        | 230           | 0,9           |                |                |
| Tina Rolle                 | BSW                        | 3.871         | 15,6          | 5.098          | 16,5           |
|                            | FAMILIE                    |               |               | 137            | 0,6            |
| Frank Hauffe               | FREIE WÄHLER               | 562           | 2,3           | 251            | 1,0            |
|                            | WU                         |               |               | 83             | 0,3            |

## Wahl 2019
Die Landtagswahl in Thüringen 2019 erbrachte folgendes Wahlkreisergebnis:
| Name                              | Partei                | Anteil der Erststimmen |
| --------------------------------- | --------------------- | ---------------------- |
| Simone Schulze                    | CDU                   | 23,7 %                 |
| Ute Lukasch                       | Die Linke             | 24,3 %                 |
| Hartmut Schubert                  | SPD                   | 11,3 %                 |
| Thomas Rudy                       | AfD                   | 29,5 %                 |
| Nick Purand                       | Bündnis 90/Die Grünen | 3,5 %                  |
| Udo Pick                          | FDP                   | 7,0 %                  |
| Wahlberechtigte: 36.788 Einwohner |                       |                        |
| Wahlbeteiligung: 61,4 %           |                       |                        |

## Wahl 2014
Die Landtagswahl in Thüringen 2014 erbrachte folgendes Wahlkreisergebnis:
| Name                              | Partei                | Anteil der Erststimmen |
| --------------------------------- | --------------------- | ---------------------- |
| Simone Schulze                    | CDU                   | 34,5 %                 |
| Ute Lukasch                       | Die Linke             | 27,9 %                 |
| Hartmut Schubert                  | SPD                   | 20,6 %                 |
| Steffen Kühn                      | Freie Wähler          | 7,1 %                  |
| Anja Neubauer                     | NPD                   | 6,3 %                  |
| Paula Piechotta                   | Bündnis 90/Die Grünen | 3,6 %                  |
| Wahlberechtigte: 41.264 Einwohner |                       |                        |
| Wahlbeteiligung: 49,1 %           |                       |                        |

## Wahl 2009
Bei der Landtagswahl in Thüringen 2009 traten folgende Kandidaten an:
| Name                              | Partei    | Anteil der Erststimmen |
| --------------------------------- | --------- | ---------------------- |
| Fritz Schröter                    | CDU       | 34,0 %                 |
| Michaele Sojka                    | Die Linke | 31,7 %                 |
| Brita Große                       | SPD       | 18,4 %                 |
| Steffen Plaul                     | FDP       | 10,0 %                 |
| Jenny Claas                       | NPD       | 5,9 %                  |
| Wahlberechtigte: 45.230 Einwohner |           |                        |
| Wahlbeteiligung: 53,3 %           |           |                        |

## Wahl 2004
Bei der Landtagswahl in Thüringen 2004 traten folgende Kandidaten an:
| Name                              | Partei | Anteil der Erststimmen |
| --------------------------------- | ------ | ---------------------- |
| Fritz Schröter                    | CDU    | 40,1 %                 |
| Michaele Sojka                    | PDS    | 29,7 %                 |
| Hartmut Schubert                  | SPD    | 22,7 %                 |
| Karsten Schalla                   | FDP    | 7,6 %                  |
| Wahlberechtigte: 47.342 Einwohner |        |                        |
| Wahlbeteiligung: 50,6 %           |        |                        |

## Wahl 1999
Bei der Landtagswahl in Thüringen 1999 traten folgende Kandidaten an:
| Name                              | Partei | Anteil der Erststimmen |
| --------------------------------- | ------ | ---------------------- |
| Fritz Schröter                    | CDU    | 48,4 %                 |
| Sieghardt Rydzewski               | SPD    | 19,3 %                 |
| Michaele Sojka                    | PDS    | 25,5 %                 |
| Rolf Hermann                      | FDP    | 6,8 %                  |
| Wahlberechtigte: 48.836 Einwohner |        |                        |
| Wahlbeteiligung: 55,2 %           |        |                        |

## Bisherige Abgeordnete
Direkt gewählte Abgeordnete des Wahlkreises Altenburger Land I waren:
| Jahr | Name           | Partei | Anteil der Erststimmen |
| ---- | -------------- | ------ | ---------------------- |
| 2019 | Thomas Rudy    | AfD    | 29,5 %                 |
| 2014 | Simone Schulze | CDU    | 34,5 %                 |
| 2009 | Fritz Schröter | CDU    | 34,0 %                 |
| 2004 | Fritz Schröter | CDU    | 40,1 %                 |
| 1999 | Fritz Schröter | CDU    | 48,4 %                 |
| 1994 | Fritz Schröter | CDU    | 46,9 %                 |